# Молодіжна збірна Азербайджану з футболу
Молодіжна збірна Азербайджану з футболу — національна футбольна збірна Азербайджану гравців віком до 21 року (U-21), яка підпорядкована Асоціації футбольних федерацій Азербайджану.

## Виступи начемпіонатах Європи
- 1978—1991: Азербайджанська РСР входила до складу СРСР, гравці виступали за молодіжну збірну СРСР
- 1992—1994: не брала участі
- 1996: не пройшла кваліфікацію (посіла 6-те місце з 6-ти команд у своїй відбірковій групі)
- 1998: не пройшла кваліфікацію (6-те місце з 6-ти команд)
- 2000: не пройшла кваліфікацію (5-те місце з 5-ти команд)
- 2002: не пройшла кваліфікацію (5-те місце з 6-ти команд)
- 2004: не пройшла кваліфікацію (5-те місце з 5-ти команд)
- 2006: не пройшла кваліфікацію (6-те місце з 6-ти команд)
- 2007: не пройшла кваліфікацію (програла в попередньому раунді кваліфікації)
- 2009: не пройшла кваліфікацію (6-те місце з 6-ти команд)
- 2011: не пройшла кваліфікацію (5-те місце з 5-ти команд)
- 2013: не пройшла кваліфікацію (4-те місце з 5-ти команд)
- 2015: не пройшла кваліфікацію (4-те місце з 5-ти команд)
- 2017: не пройшла кваліфікацію (4-те місце з 6-ти команд)
- 2019: не пройшла кваліфікацію (6-те місце з 6-ти команд)
- 2021: не пройшла кваліфікацію (5-те місце з 6-ти команд)
- 2023: не пройшла кваліфікацію (5-те місце з 6-ти команд)
- 2023: не пройшла кваліфікацію (5-те місце з 6-ти команд)
- 2025: не пройшла кваліфікацію (6-те місце з 6-ти команд)